# 집중인터뷰 이/사/람
《집중인터뷰 이/사/람》은 KBS 광주방송총국에서 제작/방송되는 텔레비전 프로그램이다.

## 기획 의도
광주광역시/전라남도의 각계 각층의 이슈메이커와 오피니언 리더를 초대하여, 이슈와 쟁점/그들의 내용과 비전을 인터뷰하는 프로그램이다.

## 방송 시간
현재 방송 시간은 2012년 10월 15일 방송 시간을 기준으로 한다.
| 방송 채널   | 방송 기간                         | 방송 시간                           |
| ----------- | --------------------------------- | ----------------------------------- |
| KBS광주 1TV | 2011년 6월 7일 ~ 2011년 11월 1일  | 매주 화요일 밤 11:40 ~ 12:25 (45분) |
| KBS광주 1TV | 2011년 11월 7일 ~ 2012년 6월 18일 | 매주 월요일 밤 11:40 ~ 12:25 (45분) |
| KBS광주 1TV | 2012년 10월 15일 ~ 2013년 3월 4일 | 매주 월요일 밤 11:40 ~ 12:30 (50분) |